# Svarttjärnen (Föllinge socken, Jämtland, 705720-144585)
Svarttjärnen är en sjö i Krokoms kommun i Jämtland och ingår i Indalsälvens huvudavrinningsområde.